# Johannes Ghiselin
Pour les articles homonymes, voir Ghiselin.
Johannes Ghiselin, aussi Verbonnet, Verbonetto, Barboneto, né vers 1455 en Picardie et mort entre 1507 et 1511, sans doute, en Flandre, est un compositeur et chantre de l’école franco-flamande. 

## Biographie

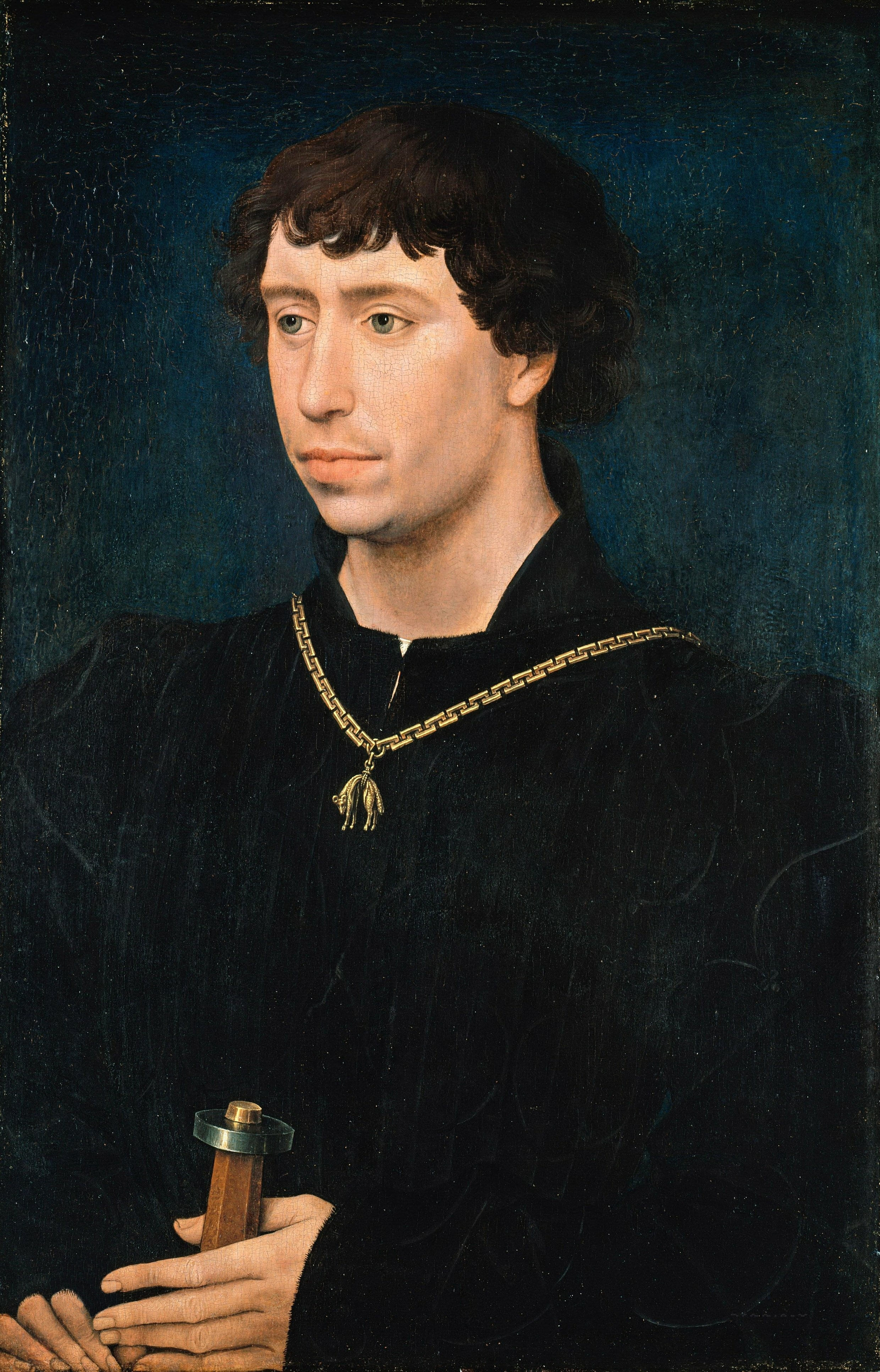
Charles le Téméraire, portrait attribué à Van der Weyden, Musées d'État de Berlin.

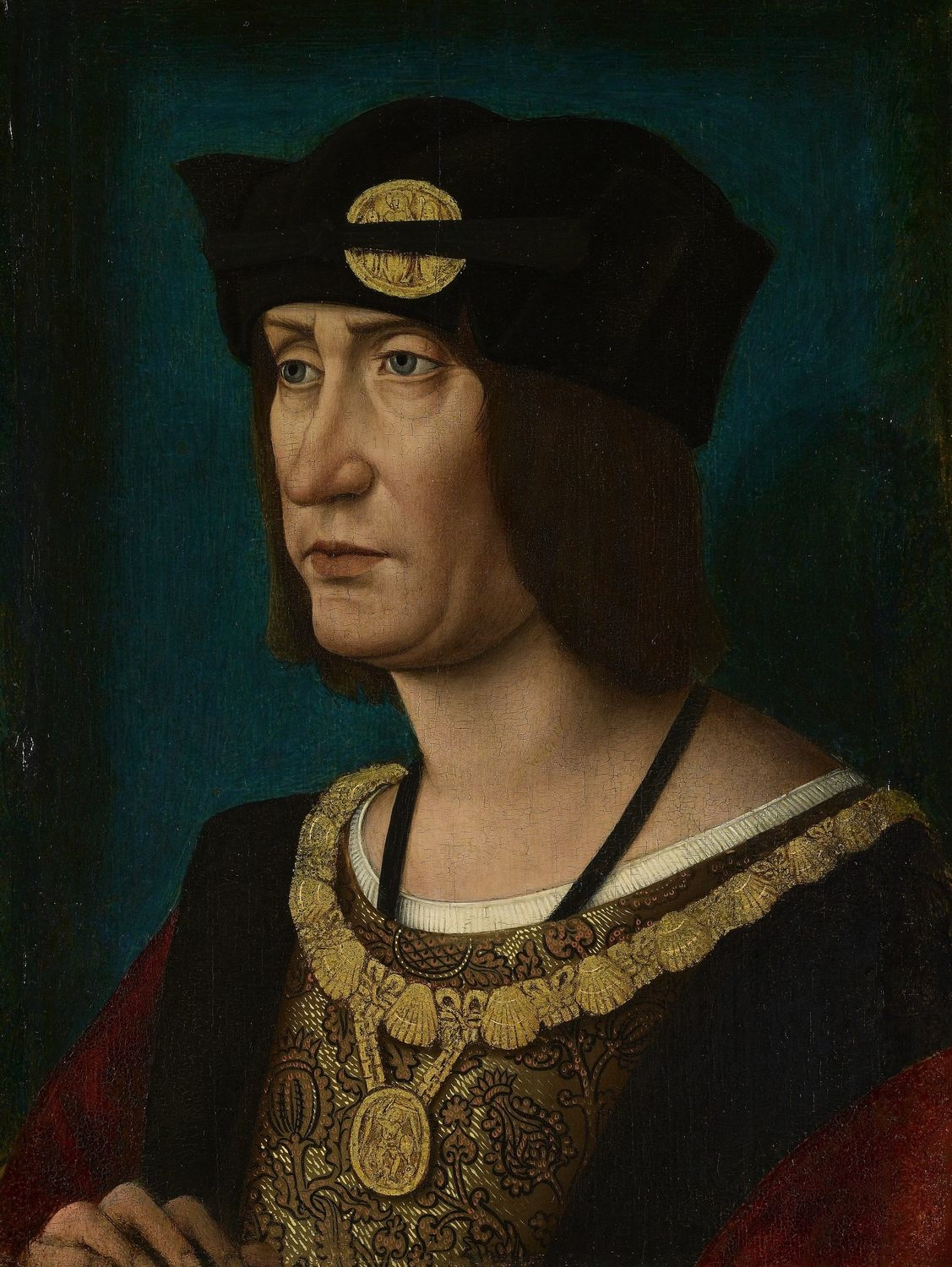
Louis XII, portrait par Perréal, château de Windsor, collection d’Élisabeth II.

Ghiselin est probablement né vers 1455 en Picardie. Le surnom Verbonnet est peut-être à mettre en rapport avec son lieu de naissance, non encore identifié. 
On ne sait rien de ses années de formation. Il se peut qu’il ait été au service de la chapelle bourguignonne. La chanson Je l’ay empris donne lieu à cette conjecture, car elle comprend la devise du duc bourguignon Charles le Téméraire. Ghiselin a utilisé cette chanson dans la partie Christe de sa Missa De les armes. 

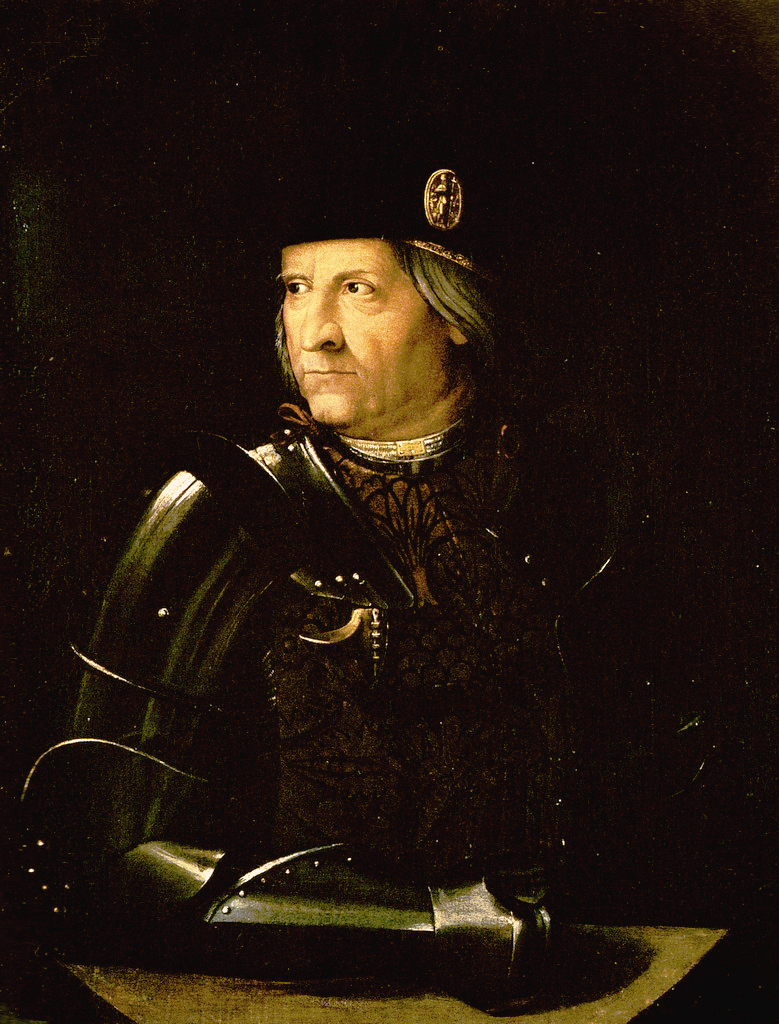
Hercule Ier d'Este, portrait attribué à Dosso Dossi (Galleria Estense, Modène)

Le nom de Ghiselin apparaît pour la première fois dans les archives à l’occasion de son séjour à Ferrare. En 1505, il y desservit la chapelle de la cour d’Hercule Ier d'Este, grand amateur de musique. Dans une lettre, rédigée le 10 juillet 1491 à Reggio, Ghiselin (alors sans doute déjà au service de la cour ducale depuis plusieurs années) s’adressa au duc pour lui demander l’obtention de quelques bénéfices à Rubiera au nom de son fils Hercules :
« [...] puisque - heureux de mon mariage - je n’ai pas droit à un tel bénéfice, je supplie Son Eminence, par la présente, de bien vouloir accorder à mon fils une telle faveur, pour qu’il puisse trouver la voie de la vertu grâce à votre médiation. »
On ignore si la requête de Ghiselin a eu quelque effet positif. La même année, Isabelle d'Este l’envoya en France dans le but de recruter deux jeunes chanteurs pour la chapelle de la cour. Peu après son retour, cependant, il quitta Ferrare de nouveau. 
Ghiselin fut chantre à Florence à partir d’octobre 1492. Il chanta au baptistère Saint-Jean, à la cathédrale et à la Santa Annunziata. Il perdit son emploi avec la dissolution de la chapelle en mars 1493. Dans l’incapacité de rembourser ses dettes à un certain Bonaventura di Mostro de Ferrare, il fut arrêté et ce ne fut que grâce à l’intercession d’Hercule d’Este, en avril 1493, qu’il retrouva sa liberté. 
Il serait ensuite devenu membre de la chapelle royale de France. Une indication en est donnée par le poème qu'il mit en musique en 1493 et qui avait été composé par Octavien de Saint-Gelais en 1493 à l’occasion du retour forcé à Bruxelles de Marguerite d’Autriche, venant de Paris. Une autre indication en est donnée en 1497 par la Déploration de la mort de Johannes Ockeghem, mise en vers par Crétin, où Ghiselin est mentionné, comme d’ailleurs Alexander Agricola et Johannes Prioris – deux compositeurs de la chapelle royale de France – ; finalement, il y a la circonstance, récemment révélée, que Ghiselin et Agricola (le dernier ayant manifestement demeuré en France entre février et mars 1494) se trouvèrent ensemble à Naples à la cour d’Alphonse II de Naples, dont le règne avait commencé cette année-là. 
Dans une lettre du 21 juillet 1501, De Cavalieri, messager de Ferrare, appela Ghiselin chanteur du roi de France. En même temps, Ghiselin continua à occuper sa position à la cour d’Hercule à Ferrare jusqu’à sa mort, en sa qualité d’agent musical en France au service du duc. Ainsi, en 1501, il remit au messager de Ferrare quelques compositions (entre autres de Josquin des Prés), que celui-ci envoya à Ferrare, accompagnées d’une lettre, le 25 septembre 1501. Lorsque Josquin eut accepté l’offre du duc de devenir maestro di cappella (maître de chapelle), Ghiselin reçut l’ordre d'escorter Josquin de France à Ferrare. Le 12 avril 1503, le messager du Mantoue rapporta à la cour française que Josquin et Ghiselin avaient quitté Paris dans un attelage splendide et qu’ils avaient atteint Lyon pour y passer la nuit dans sa maison. Des documents d’archives récemment découverts semblent pourtant indiquer que Ghiselin n’aurait pas accompagné Josquin jusqu’à Ferrare même.
Les messes de Ghiselin furent publiées par Ottaviano Petrucci en Italie en 1503. Après Josquin des Prés, Ghiselin est le deuxième compositeur à qui cet éditeur accorda un tel honneur.
Lorsque Josquin eut quitté la ville de Ferrare au printemps de 1504 et que Jacob Obrecht fut appelé afin de pourvoir le poste vacant de maître de chapelle, se fut probablement de nouveau Ghiselin, pour autant qu’en témoigne la correspondance, qui accompagna Obrecht dans son voyage du Nord en automne 1504. On ne sait pas combien de temps Ghiselin demeura à Ferrare. Il se peut qu’il ait pris la fuite vers les Pays-Bas à cause de la peste. Obrecht, par contre, resta sur place et y mourut.
Les documents d’archives confirment l'activité de Ghiselin au sein de la guilde de Notre-Dame à Berg-op-Zoom en 1507. Il y aurait demeuré au moins un an. Que les comptes n’aient pas été conservés pour les années suivantes et que le compositeur ne figure plus dans les comptes en 1511, indique sans doute qu’il passa d’un monde à l’autre entre 1507 et 1511.

## Œuvre
Comme Josquin, Ghiselin s’intéressait aux problèmes posés par la composition d’une messe à plusieurs parties, mouvant autant verticalement qu’horizontalement. Les messes de Ghiselin devinrent réputées et appréciées, comme en témoigne leur publication, par l’éditeur italien Petrucci, initiateur de l’impression de la musique polyphonique, dans le second ouvrage d’une collection entièrement consacrée aux œuvres d’un seul compositeur (1503). La plupart des messes de Ghiselin sont basées sur des chansons de compositeurs tels qu’Antoine Busnois, Alexander Agricola, Guillaume Dufay, Loyset Compère et Ghiselin même. 
Ghiselin écrivit des motets, chansons et chansons profanes néerlandaises. Encore en 1551, l’éditeur anversois Tielman Susato insère dans l’un de ses musyck boexkens, du compositeur défunt - décédé depuis quelques décennies -, une chanson néerlandaise, Ghij sijt die wertse boven al, que l’on ne retrouve dans aucune autre source. Parmi ses rares compositions instrumentales figure son arrangement, à quatre parties, du thème populaire La Spagna. Bien qu’il n’y ait pas de documents concluants confirmant la datation de la pièce, il s’agit sans doute d’un des premiers arrangements polyphoniques de cet air célèbre de basse danse.

### Musique sacrée

#### Messes
1. (la) Missa La belle se siet ;
2. (la) Missa De les armes ;
3. (la) Missa N’arayge ;
4. (la) Missa Gracieuse ;
5. (la) Missa Je nay dueul ;
6. (la) Missa Le renvoy (seules les voix de ténor et de basse conservées) ;
7. (la) Missa Ghy syt die wertste boven al ;
8. (la) Missa Joye me fuyt (uniquement Sanctus et Agnus Dei conservées).

#### Motets

##### Chansons-Motets
1. (la) Anima mea liquefacta est I, à trois voix ;
2. (la) Favus distellans, à trois voix (uniquement incipit) ;
3. (la) Miserere, Domine / In patiëntia, à trois voix ;
4. (la) O florens rosa, à trois voix.

##### Arrangements de choraux
1. (la) Ad te suspiramus, à deux voix ;
2. (la) Anima mea liquefacta est II, à quatre voix ;
3. (la) Maria virgo semper laetare, à quatre voix ;
4. (la) Salve Regina, à quatre voix.

##### Motets ténor
1. (la) Inviolata, integra et casta, à quatre voix ;
2. (la) Regina coeli laetare, à quatre voix.

##### Motets libres
1. (la) Ave Domina, sancta Maria, à quatre voix ;
2. (la) O gloriosa Domina, à quatre voix.

### Musique profane

#### Chansons françaises
1. (fr) A vous madame, à trois voix ;
2. (fr) De tous biens playne, à trois voix ;
3. (fr) Fors seulement, à trois voix (2 arrangements) ;
4. (fr) J’ayme bien mon amy, à trois voix ;
5. (fr) Je l’ay empris, à trois voix ;
6. (fr) Je loe amours, à trois voix ;
7. (fr) Je suis treffort, à trois voix ;
8. (fr) Las me lares vous donc, à trois voix ;
9. (fr) Le cueur le syuit, à trois voix (après 1493, paroles d’Octavien de Saint-Gelais) ;
10. (fr) Rendez le moy mon cueur, à trois voix ;
11. (fr) Si jay requis, à trois voix ;
12. (fr) Vostre a jamays, à trois voix.

#### Chansons néerlandaises
1. (nl) Een frouwelic wesen, à trois voix ;
2. (nl) Ghy syt die wertste, à quatre voix ;
3. (nl) Helas hic moet my liden, à trois voix ;
4. (nl) Wet ghy wat mynder jonghen herten dert, à trois voix.

#### Œuvres profanes latines, italiennes et instrumentales
1. Carmen in sol, à trois voix ;
2. (it) De che te pasci amore, à trois voix ;
3. (la) Dulces exuviae, paroles de : Virgile, Aeneis IV, 651-654, à quatre voix ;
4. L’Alfonsina, à trois voix (Ferrare, avant 1491) ;
5. La Spagna, à quatre voix.

## Ressources

### Note
1. ↑  Les musyck boexkens de Susato sont une série d’ouvrages comprenant des chansons sur des paroles néerlandaises.